# Panteres Grogues
El Club Esportiu Panteres Grogues (Club Deportivo Panteras Amarillas) es una asociación deportiva de Barcelona cuyo principal objetivo es la normalización del colectivo de gais, lesbianas, transexuales y bisexuales (LGTB) en el deporte. Actualmente, hay secciones constituidas de baloncesto, ciclismo, squash, esquí, fútbol, yoga, natación, natación sincronizada, patinaje, carrera a pie, tenis, tenis de mesa, rugby, senderismo, submarinismo, vela, voleibol, voleibol playa, taichí y actividades extra-deportivas.

## Panteres Grogues
El Club Esportiu Les Panteres Grogues nació el año 1994, gracias al empuje de Rudy, cuando un grupo de gais y lesbianas jugaban a voleibol en la playa con una pelota amarilla que les había regalado un equipo de voleibol gay de Alemania.
Actualmente Panteres Grogues tiene más de 2.000 personas socias, que se reúnen en una Asamblea General una vez al año para hacer balance y decidir el futuro del club. La Asamblea cede la dirección del Club a una Junta Directiva formada actualmente por unas 20 personas elegidas por todas las personas que forman el club. 
Desde noviembre de 2023 esta Junta Directiva consta de un presidente, Alberto Martín Molina, una vicepresidenta, Martina del Popolo, un tesorero, una secretaria y unos cuantos vocales. El número de vocales de la Junta Directiva puede ser variable y se procura que sean de secciones deportivas diversas. Cada una de las secciones deportivas de Panteres Grogues tiene un coordinador/a. Con el fin de coordinar todos los deportes estos responsables se reúnen periódicamente, junto con el Coordinador de la Comisión Deportiva, que hace de nexo entre la Comisión Deportiva y la Junta Directiva.a.

## Panteresports y Eurogames
El año 2004 Panteres Grogues, en su décimo aniversario, organizó por primera vez la primera edición de los Panteresports, una competición internacional dirigida a la comunidad homosexual y transexual, pero abierta a otros colectivos. Participaron entonces más de quinientos deportistas de catorce países. En el 2008 el club organizó los Eurogames, la mayor cita deportiva para gais, lesbianas, transexuales y bisexuales de Europa. La 12.ª edición de la competición reunió a unos 35.000 asistentes. En el 2012, Panteres Grogues organizó la sexta edición de los Panteresports.